# اینترنت در کشور کانادا

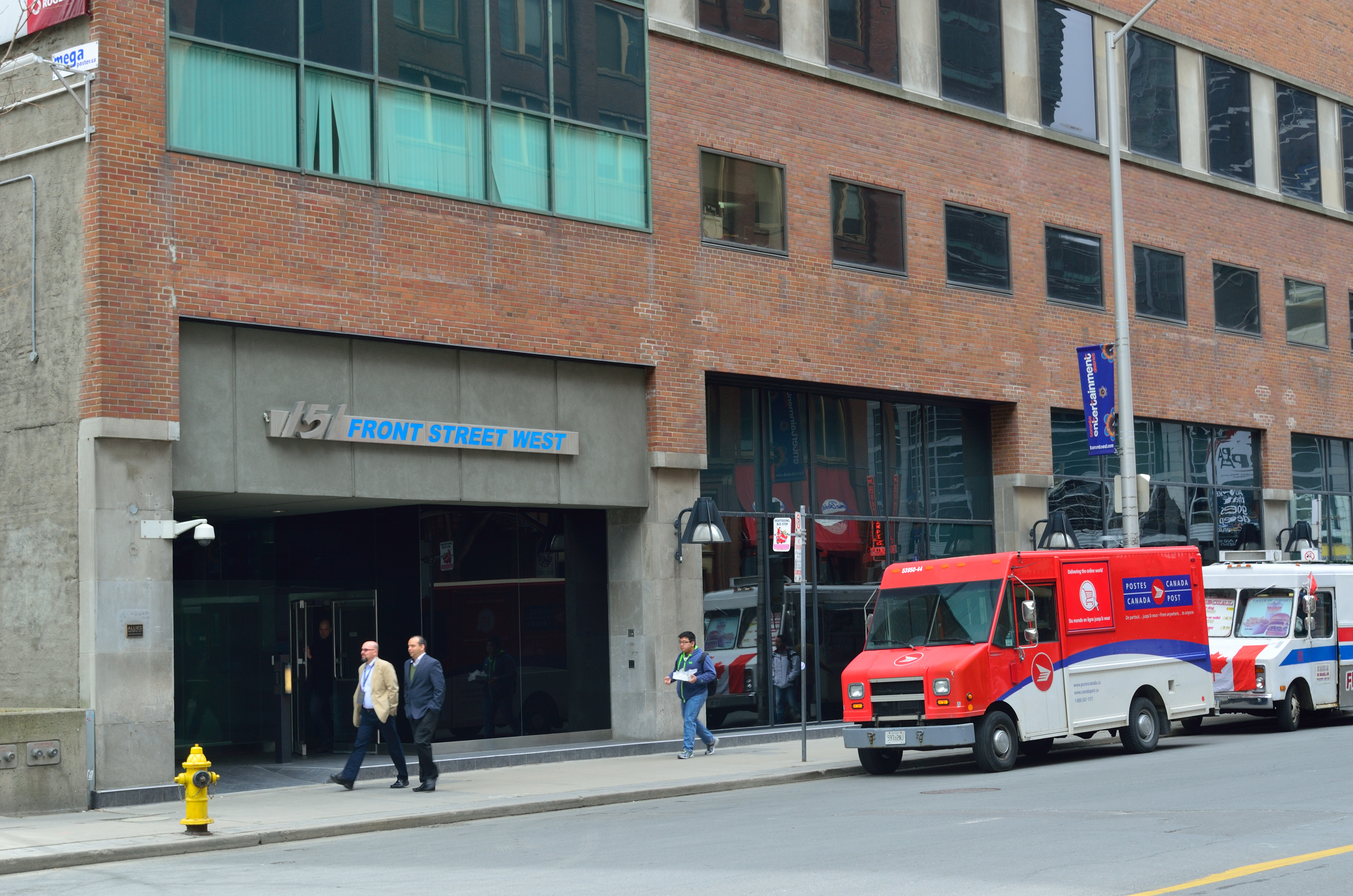
کشور کانادا

کشور کانادا با نزدیک به سی و دو میلیون کاربر (آمار تیر ۱۳۹۵) در رده‌ی بیست و یکم در جدول استفاده از اینترنت قرار دارد. به عبارت دیگر نزدیک به ۹۰ درصد جمعیت کشور از اینترنت استفاده می‌کنند.

## استفاده از وب
بر اساس اطلاعات سی‌آی‌آراِی در سال ۲۰۱۳ فیس‌بوک پر مصرف‌ترین سایت کشور کانادا بوده‌است. به طور متوسط هر کاربر کشور کانادا ۴۵ ساعت در ماه را در این سایت سپری می‌کند. همچنین، براساس آمار سال ۱۳۹۸ خورشیدی، هر کاربر اینترنت کانادا به طور متوسط ۳۰۰ ویدیو در ماه تماشا کرده است.
سه سایت پر بیننده گوگل، فیس‌بوک و یوتیوب هستند. پورن‌هاب هفدهمین سایت پر بیننده بوده است. شرکت پورن‌هاب در شهر موترال ایالت کبک قرار دارد.